# Сонячна вулиця (Київ, Шевченківський район)
Со́нячна ву́лиця — вулиця в Шевченківському районі міста Києва, місцевості  Волейків, Дехтярі та Нивки. Пролягає від Черкаської вулиці до кінця забудови.

## Історія
Сонячна вулиця виникла у 1913 році під такою ж назвою. Перший будинок на майбутній вулиці Сонячній звів прикажчик землевласника хутора Волейків, що дозволяє зробити висновок про приналежність до Волейкова землі, на якій зараз існує вулиця Сонячна.